# マライヒ
マライヒは、魔夜峰央の漫画『パタリロ!』に登場する架空の人物である。
フルネームは公式には設定されておらず作品中マライヒとしか呼ばれたことがない。詳細は後述。

## 人物について
元暗殺者の美少年。年齢は18歳。同性愛者。一人称は「僕」。国際ダイヤモンド輸出機構に所属する凄腕の殺し屋であったが、美少年キラーの異名で呼ばれるMI6のバンコラン少佐との出会いによって機構より離脱、少佐と所帯を持つにいたる。

### 来歴について
貴族の嫡男であるが、両親の事故死により顧問弁護士により寄宿学校に放り込まれる。そこで同性愛者の先輩シャーマンから性的虐待を受け、堪りかねて街に飛び出したところを国際ダイヤモンド輸出機構No.2のデュラン・ド・ラーケン伯爵に拾われ、ナイフ術などの暗殺術を仕込まれた。
その後、機構と敵対（運営の不透明さを指弾して脱退）していたパタリロの命を狙うが、護衛についていたジャック・バンコランの手によって、彼の愛人となる。
至高界による第一次試験的同性間出産計画の被験者とされておりバンコランとの子供を妊娠、一度の流産を経たのち息子フィガロを産んだ。
現在は、バンコラン宅に親子三人で同居している。
家族としてはスイスに異母妹キアイラがいるが、キアイラ自身は兄の存在自体知らない。

### 容姿について
巻き毛が特徴的な髪は片目が隠れるくらい長く、アニメでは濃いオレンジ色をしている。
外見・内面ともに女性的だが、言葉遣いはあくまで少年っぽい。基本的に女装はしないのだが（ただし、ミュール・ハイヒール・ロングブーツ・長靴・コート・ケープ・毛皮・宝石・ホットパンツ・ハイソックスなど女性用アイテムを、美少年ファッションのような感覚で着ることは多い）、任務遂行の目的あるいはバンコランの危機を救うなどの理由で、作中で度々女装姿を見せている。また、バンコランの前でウェディングドレスを着たいという願望はあった。
しかし、初登場時は、膝上丈のスカートを着用し女物のバッグを持ち、法廷証言のためイギリスに向かう場面では、首から胸のあたりまで開けたドレス風の服で、膝上まであるエナメルのようなピカピカのロングブーツ、白い毛皮に着替えていた。
さらに、バンコランに一目ぼれした駐英大使の娘に対抗するために、バンコランの婚約者の女性に扮した時は、胸パッドを入れたドレスにタイトスカートを着用し、作者の「ミーちゃん」と登場したパタリロに「女装趣味」と言われた。
宝石（特にダイヤモンド）と毛皮のコートに目がなく、しばしば宝石に釣られてパタリロの手伝いをさせられる事があるが、富豪たちの美術展覧会で強い興味を惹かれており、芸術的教養も持っている。
なお、自分の端麗な容姿を保つ努力はほとんど神経症的な物であり、細いウェストに付いたごく自然な丸みを脂肪のついた醜い体だと訴えられた時には、パタリロも呆れ果てていた。

### 性格について
バンコラン同様、パタリロのよいおちょくり相手であるが、反面パタリロをして「推理の名人」と言わしめるほど頭が切れ、パタリロが知らない間に欺かれている事もしばしばある。
完全な同性愛者であるが、バンコランのような女嫌いではない。恋愛感情には結び付かないが、妹に接する時の様に少し年下の少女を可愛がり、デートすることもある。しかし、パタリロの母親であるエトランジュ王妃に対してはあまり良い感情を持っていないようで、バンコランを巡って対立することもあり、成熟した女性のエトランジュへのコンプレックスも散見される。喫煙することもあったが、最近では見られない。劇中ヌードシーンやベッドシーンが最も多く、オナニーシーンまであった。
ラーケン伯爵の館に世話になっていた頃から世話女房的な性格が形作られ、並の女性以上に家事全般に長けている。特に偏食家のバンコランの身を常に気に掛け、なんとか野菜などを食べさせようと苦心している。フィガロ出産後は「母」としてのキャラクター像が強調されるようになり、家事と子育てに励む専業主婦（主夫）的な描かれ方がそれまで以上にされるようになった。
バンコランのことを呼ぶときは、「バンコラン」または「バン」と苗字か苗字の一部で呼び、「ジャック」など名前や、タマネギ達のように「少佐」という階級名で呼ぶことは無い。ヒューイットに対しては「さん」付けで呼んでいる。
レギュラーになった当初は、クールでバンコラン以外の人間に対しては素っ気ない態度を取るキャラクターだったが、仲良く同棲生活をする内にパタリロ曰く「すっかり性格が丸く」なってしまい、昔の知り合いや敵対者と対面しても別人と思われるほど、風貌言動共に穏やかになった。私生活ではパタリロの近くにアパートを借りているというセリフがあり、一人暮らしをしている。料理好きな面もあり、元暗殺者とは思えない普通の家庭的な暮らしをしている（これは暗殺者である正体をカモフラージュするためでもある）。
何かあればパタリロを頼り、タマネギのメンバーとも友好的に付き合ってアイドル扱いを受けるなど、レギュラーキャラクターの中では日常的に温厚な人物だが、「隣家の痴話喧嘩で首でも吊ろうかと言うほど」嫉妬深く、浮気を見つけるとバンコランをギタギタにしてしまう上（格闘能力では遥かに勝るはずのバンコランが、その際には全く敵わない）、嫉妬のスイッチが入ると周囲が見えなくなって他人に迷惑を掛けても気付かなくなり、タマネギ達もその暴威に巻き込まれたりする。
バンコランが長期間留守にしていたりする時は、寂しさを紛らわせるためにロンドンのマリネラ大使館に厄介になったり、自慰行為をして自己嫌悪に陥ったりする。なお、自慰は女性的なものではなく、男性的なもの。

### 能力・弱点について
殺し屋として鍛え上げられたため、格闘戦とナイフ術で高い戦闘力を誇り、バンコランを救った事もある。主にナイフを1本、又は数本連続でスローイングする技を使う。ラーケンの手により相当数の暗殺技術を叩き込まれており、拳法使いの黒タマネギ3人をキックで瞬時に倒すほどの腕前である。タマネギ部隊の予備軍であるネギボーズ部隊の戦闘訓練の講師として招かれたこともあり、その際には片手で鞭を2本同時に扱う技を披露している。射撃の腕前も悪くはないが、使用武器がナイフというイメージのためか、あまり銃を武器にして戦うシーンはない。
ナイフの師匠は柳生但馬春（やぎゅう たじまはーる）。当初はナイフに対する心構えの不純を見抜かれていたが、後に師を再び訪ねた際に心の変化が認められ、許し状を授かる。
頭脳面ではパタリロ、バンコランも認める推理力を持ち、マッチ棒パズルを解いたり、デュモンの犯罪やパタリロが解けなかった事件を解決している。論理的・合理的であるかは別に不可能である可能性を潰していく消去法で推理することが特徴。柔軟な思考が基本で、頑なな現実主義者で、超常現象を認めないバンコランと違ってオカルト方向への理解や現象も受け容れており、そうしたものへの関心と興味も強い為に、その部分が絡む話ではバンコランよりも主役級の扱いになる。
バンコランへの見せしめとして、キーン・バンコランにレイプされ写真をばら撒かれた事もあり、またバンコランの昔の恋人であるデミアン＝ナイト中佐にも薬を盛られ朦朧としている所をレイプされ、それを知ったバンコランがデミアンとの決別を決意する場面などがある。
普段は冷静沈着だが、かなりのヤキモチ焼きなためバンコランの浮気が絡むと感情的になるという弱点がある。ただし、その怒りパワーは凄まじく、一度火が着いたらバンコランやパタリロが一方的にやられるだけではなく、タマネギ達の集団突撃はおろか、精鋭中の精鋭である黒タマネギ達の複数攻撃をも撥ね除けてしまい、マリネラ宮殿地下シェルターの超硬合金製重層トビラを素手で破壊した事もあり、パタリロ、バンコラン、タマネギ部隊の浮気が絡んだ内輪揉めでは作中最強の人物となっている。また爪部分もこの時には鋭角に伸びて、これに引っかかれると、バンコランも顔を碁盤目状にひっかき傷を付けられる無様な姿になってしまい、パタリロやタマネギ達も巻き添えでズタボロにされる程である。
パタリロの変装には呆れている（パタリロの肥満寸胴体型から、どんな変装をしてもパタリロだと一発で判るので）が、下ぶくれの頬が隠れる変装は褒めており、「アイ・ラブ・マライヒ」では、亡くなった母親に容姿が似ていたとしてマライヒを慕うマーク少年に似ていた事で、マーク少年とパタリロの区別も付かなかった事がある。しかし、バンコランの恰好をしたパタコランになった時には「その冗談だけは止めろ！」と激昂して暴れる程で、自分の変装であるパタイヒにも鉄拳が飛んでいる。
バンコラン菌という美青年の男色欲求を著しく高める細菌が、マリネラにおけるタマネギ部隊の嗜好を一変させたというエピソードに付随して、その抑制者たるマライヒ菌が設定された。この細菌はマライヒ本人からのみ抽出され、一般人には影響を及ぼさないが、バンコラン菌の浮気を抑制したり、特殊な細菌に対して殺傷能力に優れるといった宿主の特性を受け継ぐ存在である。
バンコラン唯一の伴侶である事に変わりはないが、バンコランに近付く美少年は徹底的に排除したがる傾向があり、それはバンコランの眼力によってロボットでありながらバンコランに恋をしたα－ランダムに対しても行うほどにバンコランへの独占欲が強いものの、一方でそうしたバンコランにふられた美少年への憐憫感情も垣間見せており、バンコランを愛するが故に、同じように惹かれた美少年達が身を退くのを見ると、ホッとする反面、同情的な素振りも見せている。

## パタリロとの関係について
前述通り、当初はパタリロの命を狙う敵役だったものの、バンコランによって改心し、彼の伴侶となってからは、共にマリネラを訪れて、パタリロに協力を要請したり、またはパタリロに不本意ながら助力するという関係になっていくが、バンコラン同様にパタリロに嫌悪感を抱くことはあるものの、それでも回が進むにつれて、バンコランほど嫌悪するという事は無く、パタリロを頼ってマリネラや、各国のマリネラ大使館に訪れたり、超常現象絡みの話では、パタリロと共にその問題に向き合う事が多くなった。
はじめはバンコラン同様、パタリロにとっては恰好のおちょくり相手だったものの、回が進むにつれてパタリロのおちょくりを適当にスルーしたり、またはパタリロを乗せてその推理力や洞察力を利用したりという強かな面も見せており、ある意味バンコランよりもパタリロのおちょくりに対する免疫を付けたり、扱い方、付き合い方を心得ている模様で、バンコランから教わったパタリロに協力を求める時に報酬をちらつかせたり、それをダシにして上手く乗せるという事も多くなった。更にバンコランの代理でパタリロのボディガードを引き受けたり、パタリロの元に出向く事も少なくない。
パタリロの発明品に関しても、バンコランよりは受け容れる素養がある。その発明品故にトラブルに巻き込まれる事もままあるものの、バンコラン同様にパタリロとは決して悪い関係ではない。

## 姓について
中世のバンコラン提督(バンコランの先祖)が恋人であるマライヒの先祖と思しき少年のことを「ユスチヌフ公の子息」と発言しており、また、スイス銀行に保管された資料で父・ユスチヌフ公爵の名が明らかにされているが、ユスチヌフ姓を使用しているかどうかは明確にされていない。
なお、作中でバンコランの子供を産んでいるが、その子のフルネームは「フィガロ・バンコラン」とバンコラン姓である。

## モデルについて
名前は、モーリス・ルブランの推理小説（怪盗もの）『アルセーヌ・ルパン』シリーズ中の『続813』に登場したマルライヒ兄弟と、E・E・スミスのSF小説『レンズマン』シリーズに登場したアイヒ族を掛け合わせたもの。

## 外伝でのマライヒ
パタリロ!の時代劇版
時代劇版での役は定まっておらず、弁天小僧菊之助や摩雷妃（まらいひ）等。
万古蘭（バンコラン）と愛人関係になる事が多い。
パタリロ源氏物語!
紫の上の役を演ずる。詳細は当該項目を参照。
原典の源氏物語と同じく女性であり、それが本編のマライヒとの最大の相違点である。
パタリロ西遊記!
玄奘三蔵法師の役を演じる。詳細は当該項目を参照。
近年のマライヒに慈悲深い三蔵のキャラクターがプラスされているので、孫悟空（パタリロ）に対して優しく接しており、本編での二人の関係とは大きく異なるが、悟空に緊箍児でお仕置きを加えたり、悟空に自身を変装されて見世物になった時には激しい怒りをぶつけたりもしている。アニメ版では前世の人格になった時、本編のマライヒの人格が出た事がある。また十六羅漢の盤古（バンコラン）には、「師匠だった渾前老師の生まれ変わりである究極理想の美少年」として、本編同様に激しく愛されているが、同じようにプレイボーイである盤古や、盤古に恋する美少年達との間に嫉妬の炎を燃やし合って対立するところも同じ。

## マライヒを演じた人物
- 藤田淑子 - アニメ『パタリロ!』および『ぼくパタリロ!』（1982年）

当時のインタビューによると、本当の少年のような演技と若干女性的な演技を比べたら、やはり完全に少年ぽいとベッドシーン等で違和感があったため、少し女性的なイメージを残した演技をしたという。
- 高木礼子 - アニメ『パタリロ西遊記!』（2006年）
- 永木貴依子 - 舞台劇『抱腹絶倒 爆笑活劇 パタリロ西遊記』（2007年）
- 佐奈宏紀 - 舞台劇『パタリロ!』（2016年12月8日～25日公演）[7]

男性が原作者公認の舞台でマライヒを演じるのは初めて。オレンジの髪で紫のブラウス、白のキュロットにヒールのある白いロングブーツの画像が、開幕に先立ち公開された。佐奈はインタビューで「マライヒという役をしっかり研究して、舞台に出現させたい。」と答えていた。2018年春には、第2弾公演も行なわれた。
第2弾は「スターダスト計画」でビョルンやアンドレセン（小林亮太の二役）と共演。2019年に公開された実写映画『劇場版パタリロ！』でもマライヒ役を務めた。
- 後藤大 - 舞台劇『パタリロ!』第3弾「霧のロンドンエアポート」（2021年1月21日～31日公演）[11]

ピンクを基調とした衣装に白のロングブーツ（舞台ではビョルンやアンドレセンのイメージとの対比のためか、マライヒの衣装は白ブーツが多い）。同・第4弾「～ファントム～」 （2022年）では赤のホットパンツや、ミニスカートのようにも見える水色のワンピースを着用。